# مصیبت‌نامه
مصیبت‌نامه از آثار منظوم عطار نیشابوری می‌باشد که شامل ۷۵۳۹ بیت و ۳۴۷ حکایت است که عطار آن را در بیان سیر آفاقی انسان نگاشته‌است. مصیبت‌نامه به همراه سه اثر مهم دیگر او، یعنی «الهی‌نامه»، «اسرارنامه»، «منطق‌الطیر» در قالب مثنوی سروده شده‌است. عطّار، روشنگری‌های عارفانهٔ خود را در سیر و سلوک، طیّ ۴۰ مقاله بیان می‌دارد و در خلال تمام بخش‌های این مثنوی همچون سایر آثارش از جمله منطق‌الطّیر، با ذکر حکایت‌هایی، خواننده را در درک مفاهیم شعر خود یاری می‌رساند. وی تأکید می‌کند این کتاب به زبان حال است نه قال.

## وجه تسمیه
به گفته عبدالحسین زرین‌کوب، مصیبت‌نامه «پیچ گاهی» در روند مثنوی سرایی عطار، شرح درد و اندوه بی سرانجام سالک فکرت است که حقیقت را می‌جوید و در هر گام ماتمی دارد و پایان راه او نیز سرگشتگی و حیرت چیزی نیست. وی در این کتاب با این مسئله رو به روست که در دو راهه شریعت و طریقت، چگونه می‌توان دنبال حقیقت را گرفت، اما پاسخ او به این مسئله هرگز او را به آرامش نمی‌رساند. ولی خود عطار دلیل این نامگذاری را رنج و سختی در استخراج معانی و ترتیب مضامین و آراستگی و ترکیب الفاظ بیان می‌کند.
| در حقیقت مغز جان پالوده‌ام   |  | تا نه پنداری که در بیهوده ام |
| جمع کردم آب آسا پیش تو      |  | گو تفکر کن دل بیخویش تو      |
| گر ز گفتن راه می‌یابد کسی    |  | گفته من بایدت خواندن بسی     |
| زانکه هر بیتی که می بنگاشتم |  | بر سر آن ماتمی می‌داشتم       |
| در مصیبت ساختم هنگامه من    |  | نام این کردم مصیبت‌نامه من    |

## محتوا
سالک برای رهایی از سرگشتگی به سراغ فرشتگان و عناصر چهارگانه می‌رود ولی مخاطبانش از پاسخ دادن به وی درمانده می‌مانند. رهرو ۲۸ مرحله از جبرئیل تا نوع انسان را طی می‌کند و هر مرتبه ناامید بر می‌گردد و از مرتبه بیست و نهم سالک سیر خود را در مراتب انبیا آغاز می‌کند که این پیامبران عبارتند از:
- آدم
- نوح
- ابراهیم
- موسی
- داوود
- عیسی

که آنان نیز اورا به سوی محمد راهنمایی می‌کنند و آن نیز پاسخ پرسش‌های او را در خودشناسی می‌داند و عطار از زبان محمد چنین پاسخ می‌دهد:
| یک سر موی از تو تا باقی بود  |  | کار تو مستی و مشتاقی بود        |
| لیک اگر فقر و فنا می‌بایدت    |  | نیست در هست خدا می‌بایدت         |
| اوّل از حس بگذر آنگه از خیال  |  | آنگه از عقل آنگه از دل اینت حال |
| حال حاصل در میان جان شود     |  | در مقام جانت کار آسان شود       |
| پنج منزل، در نهاد تو تو راست |  | راستی تو بر تو است از چپّ و راست |
| اوّلش حسّ و دوم از وی خیال     |  | پس سیم عقلست جای قیل و قال      |
| منزل چارم از او جای دل است   |  | پنجمین، جان است راه مشکلست      |
| نفس خود را چون چنین بشناختی  |  | جان خود در حق‌شناسی باختی        |
| چون تو زین هر پنج بیرون‌آمدی  |  | خرقه هفت گردون آمدی             |

در این مقاله (بخش سی و پنجم) عطار از زبان مصطفی اسرار فقر را به سالک می‌آموزد و او را به گذراندن پنج وادی که مراحل سیر انفسی است که عبارتند از: حس، خیال، عقل، دل و جان دعوت می‌کند.
مصیبت‌نامه افزون بر ۴۰ بخش شامل حکایاتی است که مجموع آنان ۳۴۷ حکایت می‌شود. برخی از حکایات کتاب عبارتند از: قصه بهلول، میره عبدالسلام، مجنون، نصراحمد، قصه دیوانه، دیوانه دیگر، شیطان و پیغمبر، دیوانه و عمید، میرزاده و عاشق، پادشاه و دیوانه، دختر پادشاه و مرد مزدور، حکایت صفیه خاتون خواهر سنجر و حکایت محمود و پیر خوشه چین که داستانیست انتقادی از نوع حکومت‌های پیشین و حرصی که بر جمع اموال داشته‌اند.
بعضی از این حکایت‌ها نظیر حکایت نصر بن احمد، مسعود غزنوی و حسنک و نوح بن منصور جنیه تاریخی دارند که به دوران سامانیان و غزنویان اشاره می‌کند.

### بخش آغازین کتاب
این مثنوی با حمد پروردگار و مدح محمد و ذکر معراج، ستایش خلفای راشدین و حسنین آغاز می‌گردد و سپس فصلی در تعریف صفات سلوک و همچنین رد باور افرادی که شعر سرودن را ناروا می‌پندارند می‌آید و سرانجام سلوک سالک اندیشه آغاز می‌شود. عطار سیر و سلوک عارفانه خود را طی ۴۰ مقاله بیان می‌دارد که هر مقاله شامل چندین حکایت می‌باشد.
| از زبان حال باشد آن همه   |  | نه زبان قال باشد آن همه    |
| در زبان قال کذبست آن ولیک |  | در زبان حال پر صدقست و نیک |

حمد پروردگار
| حمد پاک از جان پاک آن پاک را |  | کو خلافت داد مشتی خاک را    |
| آن خرد بخشی که آدم خاک اوست  |  | جزو و کل برهان ذات پاک اوست |

مدح محمد
| آنچه فرض دین نسل آدمست |  | نعت صدر وبدر هر دو عالمست |

ذکر معراج
| یک شبی در تاخت جبریل امین |  | گفت ای محبوب رب‌العالمین |

ستایش ابوبکر
| تا نبی صدیق را محرم گرفت |  | صبح صادق عرصه عالم گرفت |

ستایش عمر
| آنکه خاک پای او عیوق بود |  | خواجهٔ هر دو جهان فاروق بود |

ستایش عثمان
| چون خلافت رونق از عثمان گرفت |  | شرق تا غرب جهان ایمان گرفت |

ستایش علی
| رونقی کان دین پیغامبر گرفت |  | از امیرمؤمنان حیدر گرفت |

ستایش حسن
| نور چشم مصطفی و مرتضی |  | شمع جمع انبیاء واولیا |

ستایش حسین
| کیست حق را و پیمبر را ولی |  | آن حسن سیرت حسین بن علی |

تعصب
عطار با بیان سه حکایت بر این باور است که باید از تعصب دست کشید و نظر بر توحید باید داشت.
| ای تعصب بند بندت کرده بند |  | چند گوئی چند از هفتاد و اند |

#### شرح اصطلاحات صوفیان
در آغاز کتاب و پیش از ورود به داستان عطار صد اصطلاح متداول و رایج بین صوفیان را شرح می‌دهد و در ادامه نیز اصلاحاتی چون صوفی، عدل، عادل، دنیا، مرد، شریعت، طریقت و حقیت را نیز تعریف می‌کند. افزون بر عطار، اصطلاحات صوفیان توسط افرادی چون ابونصر سراج در کتاب اللمع، ابوبکر کلابادی در کتاب التعرف ، عبدالکریم قشیری در کتاب رساله قشیریه، هجویری در کتاب کشف‌المحجوب، خواجه عبدالله انصاری در منازل‌السائرین و غزالی در کتاب احیاء علوم‌الدین
تعریف کرده‌اند.
فقر
| فقر چیست از گمرهی ره کردنست |  | وز دو عالم دست کوته کردنست |

علم
| علم چیست از ذره قافی کردنست |  | تا ابد گردش طوافی کردنست |

عمر
| عمر چیست از مرگ بیرون زیستن |  | مرگ از پس کردن اکنون زیستن |

عدل
| عدل چیست انصاف خود را خواستن |  | هیچ انصاف از کسی ناخواستن |

صبر
| صبر چیست آتش مزاجی داشتن |  | سوختن مردن همه بگذاشتن |

حج
| حج چیست از پا و سر بیرون شدن |  | کعبهٔ دل جستن و در خون شدن |

صلح
| صلح چیست از ذات خود پنهان شدن |  | سایه گشتن نیک و بد یکسان شدن |

#### وصف شعر
عطار در دفاع از مرتبه شعرا و وصف شعر می‌پردازد و در ابتدای کتاب از شاعرانی چون سمایی، سنایی، ازرقی، انوری، فردوسی، خورشیدی، شهابی، عنصری و خاقانی نام می‌برد.
| شعر و عرش و شرع از هم خاستند |  | تا دو عالم زین سه حرف آراستند |
| نور گیرد چون زمین از آسمان   |  | زین سه حرف یک صفت هر دو جهان  |
| آفتاب ار چه سمائی گشته‌است    |  | در سنا جنس سنایی گشته‌است      |
| از کمال شعر و شوق شاعری      |  | چرخ را بین ازرقی و انوری      |
| باز کن چشم و ز شعر چون شکر   |  | از بهشت عدن فردوسی نگر        |
| شعر را اقبال جمشیدی ببین     |  | مهر را شمسی و خورشیدی ببین    |
| ور ز بالا سوی ارکان بنگری    |  | هم شهابی بینی و هم عنصری      |
| ور درین علمت کند شاهی هوس    |  | علم اگر در چینست خاقانیت بس   |
| چون بهشت و آسمان و آفتاب     |  | چون عناصر باد وآتش خاک و آب   |
| نسبتی دارند با این شاعران    |  | پس جهان شاعر بود چون دیگران   |

### بخش اول
رهرو یا سالک فکرت از عالم علوی و فرشتگان مقرب و نخست از جبرئیل سیر خود را آغاز می‌کند و قصه سرگشتگی و خواسته خویش را بر او می‌خواند که این بخش شامل ۶ حکایت می‌باشد. در این بخش جبرئیل با صفاتی چون روح القدس، روح الامین و امین وحی نامیده می‌شود. جبرئیل در پاسخ می‌گوید که او نیز در این راه درمانده و نمی‌تواند از مقام خود بگذرد. این بخش مرتبه اطاعت و فرمانبرداری است.
| سالک آمد تا جناب جبرئیل |  | همچو موری مرده پیش زنده پیل |

### بخش دوم
رهرو در دومین سیر خود به سراغ اسرافیل می‌رود که این بخش شامل ۸ حکایت می‌باشد. در این بخش سالک با صفاتی چون حامل عرش و صاحب نفخ صور از اسرافیل نام می‌برد. اسرافیل در پاسخ درخواست سالک از خوف و عجز که در شناخت حق دارد می‌گوید. در این مرتبه سالک پس از بازگشت به سوی پیر به تسلیم بودن نسبت به حق تعالی پی می‌برد.
| سالک اسراف کرده در طلب |  | پیش اسرافیل آمد جان بلب |

### بخش سوم
رهرو در سومین سیر خود به سراغ میکائیل می‌رود و او را رزق دهنده و کلیددار باران و روزی است به مدد می‌خواند و میکائیل در پاسخ می‌گوید که او نیز مانند سالک در این درد فرو مانده و باران، اشک او و رعد، فریاد دلش است. در این بخش سالک متوجه می‌شود که میکائیل مجری رزق مردم است نه رزاق، و روزی دهنده حقیقی خداست. این بخش شامل ۴ حکایت می‌باشد.
| سالک همچون موکل بر سری |  | پیش میکائیل شد چون مضطری |

### بخش چهارم
رهرو در دومین سیر خود به سراغ عزرائیل می‌رود که این بخش شامل ۱۲ حکایت می‌باشد.
| سالک سرکش سر گردن کشان |  | پیش عزرائیل آمد جان فشان |

### بخش پنجم
رهرو در پنجمین سیر خود به سراغ فرش می‌رود که این بخش شامل ۹ حکایت می‌باشد.
| سالک آمد پشت بر فرش آورید |  | حملهٔ بر حملهٔ عرش آورید |

### بخش ششم
رهرو در ششمین سیر خود به سراغ عرش می‌رود که این بخش شامل ۵ حکایت می‌باشد.
| سالک آمد پیش عرش صعبناک |  | گفت ای سر حد جسم و جان پاک |

### بخش هفتم
رهرو در هفتمین سیر خود به سراغ کرسی می‌رود که این بخش شامل ۴ حکایت می‌باشد.
| سالک آمد پیش کرسی دل شده |  | خاک زیر پایش از خون گل شده |

### بخش هشتم
رهرو در هشتمین سیر خود به سراغ لوح می‌رود که این بخش شامل ۸ حکایت می‌باشد.
| سالک آمد لوح را رهبر گرفت |  | چون قلم سرگشته لوح از سرگرفت |

### بخش نهم
رهرو در نهمین سیر خود به سراغ قلم می‌رود که این بخش شامل ۶ حکایت می‌باشد.
| سالک آمد وانگهش از سر قدم |  | چون قلم شد سرنگون پیش قلم |

### بخش دهم
رهرو در دهمین سیر خود به سراغ بهشت می‌رود که این بخش شامل ۱۲ حکایت می‌باشد.
| سالک صادق دم نیکوسرشت |  | آمد از صدق طلب پیش بهشت |

### بخش یازدهم
| سالک جان پرور عالم فروز |  | پیش دوزخ شد چو آتش جمله سوز |

### بخش دوازدهم
| سالک آمد با دو چشم خون فشان |  | چون زمین افتاد پیش آسمان |

### بخش سیزدهم
| سالک سرگشته چون مستی خراب |  | شد دلی پرتاب پیش آفتاب |

### بخش چهاردهم
| سالک از خورشید چون آگاه شد |  | عاقبت برخاست پیش ماه شد |

### بخش پانزدهم
| سالک آمد پیش آتش سر زده |  | آتشی از دل بخرمن در زده |

### بخش شانزدهم
| سالک سلطان دل درویش زاد |  | با سری پر خاک آمد پیش باد |

### بخش هفدهم
| سالک آمد پیش آب پاک رو |  | گفت ای پاکیزهٔ چالاک رو |

### بخش هجدهم
| سالک آمد پیش خاک بارکش |  | گفت ای افکندهٔ تیمارکش |

### بخش نوزدهم
| سالک آمد پیش کوه گوهری |  | گفت ای مشغول گوهر پروری |

### بخش بیستم
| سالک آمد پیش دریای پرآب |  | گفت ای از شور او مست و خراب |

### بخش بیست و یکم
| سالک شوریدهٔ پاک اعتقاد |  | آمد از دریا برون پیش جماد |

### بخش بیست و دوم
| سالک آمد چون شکر پیش نبات |  | گفت ای سرسبزیت زاب حیات |

### بخش بیست و سوم
| سالک آمد نه درو عقل ونه هوش |  | وحشی آسا تنگدل پیش وحوش |

### بخش بیست و چهارم
| سالک طیار شد پیش طیور |  | گفت ای پرندگان نار و نور |

### بخش بیست و پنجم
| سالک آمد پیش حیوان دردناک |  | نه امید امن ونه بیم هلاک |

### بخش بیست و ششم
| سالک آمد پیش شیطان رجیم |  | گفت ای مردود رحمن و رحیم |

### بخش بیست و هفتم
| سالک دلدادهٔ بیدل دلیر |  | پیش جن آمد ز جان خویش سیر |

### بخش بیست و هشتم
| سالک از خون کرد ادیم چهره رنگ |  | رفت پیش آدمی با عیش تنگ |

### بخش بیست و نهم
| سالک آمد پیش آدم خون فشان |  | تاازان دم یابد از آدم نشان |

### بخش سیهم
| سالک آمد نوحه گر در پیش نوح |  | گفت ای شیخ شیوخ و روح روح |

### بخش سی و یکم
| سالک جان کرده بر خلعت سبیل |  | چون خلالی باز شد پیش خلیل |

### بخش سی و دوم
| سالک آمد پیش موسی ناصبور |  | موسم موسی بدید از کوه طور |

### بخش سی و سوم
| سالک جان بر لب دل پر نیاز |  | گفت با داود داء ود باز |

### بخش سی و چهارم
| سالک دل مردهٔ درمان طلب |  | پیش روح اللّه آمد جان بلب |

### بخش سی و پنجم
| سالک آمد موج زن جان از وفا |  | پیش صدر و بدر عالم مصطفی |

### بخش سی و ششم
| سالکی کاسرار قدسش دایه بود |  | پیش حس آمد که اول پایه بود |

### بخش سی و هفتم
| سالک آتش دل شوریده حال |  | شد ز خیل حس برون پیش خیال |

### بخش سی و هشتم
| سالک بگذشته از خیل خیال |  | پیش عقل آمد بجسته از عقال |

### بخش سی و نهم
| سالک بیدل فغان برداشته |  | پیش دل شد دل ز جان برداشته |

### بخش چهلم
| سالک راحت طلب ریحان راه |  | پیش روح آمد بصد دل روح خواه |

## ترجمه به زبان‌های دیگر

### ترجمه به زبان کردی
مصیبت‌نامه توسط عبدالسلام مدرسی (خانی) با همان نام اصلی کتاب به شیوۀ شعر و با حفظ وزن به زبان کردی و گویش سورانی ترجمه شده است. این ترجمه در سال ۱۳۹۵ در ارومیه از طرف مؤسسه انتشاراتی حسینی اصل در هزار نسخه به چاپ رسیده است.